# Шанаја Твејн
Ајлин Реџина Едвардс (енгл. Eilleen Regina Edwards; Виндзор, 28. август 1965), познатија као Шанаја Твејн (енгл. Shania Twain) канадска је кантри и поп певачица и кантауторка.

## Музичка каријера
Са више од 41 милион продатих носача звука у САД Шанаја Твејн је најпродаванији женски соло уметник свих времена и свих жанрова. Њен албум Come On Over из 1997. године најпродаванији је кантри албум у историји. Албум је био 11 недеља на првом месту британске листе албума, што је било и остало изузетак за кантри музику - један мање популаран жанр у Уједињеном Краљевству.
Албум Up! се појавио 2002. године у три верзије: поред поп верзије (црвени ЦД), за северноамеричко тржиште је издата једна кантри верзија (зелени ЦД) као и један интернационални ремикс (плави ЦД).
Шанаја Твејн је од 1993. до 2008. године била удата за музичког продуцента Мата Ланга са којим има сина Ејшу (рођен 2001). 
Јануара 2011. се удала за Фредерика (Frederic Thiebaud). Занимљиво је да се Шанаја развела од бившег мужа Мета Ланга због његове афере са бившом женом Фредерика Тибода која је до тада била њена најбоља пријатељица.

## Дискографија

### Албуми
- 1993: Shania Twain (album)
- 1995: The Woman in Me
- 1997: Come On Over
- 2002: Up!
- 2017: Now
- 2023: Queen of Me

### Компилације
- 2001: The Complete Limelight Sessions
- 2004: Greatest Hits